# 埼玉県立川越初雁高等学校
埼玉県立川越初雁高等学校（さいたまけんりつ かわごえはつかりこうとうがっこう）は、埼玉県川越市砂新田にある県立高等学校。平成23年度入学生より募集クラスのうち1クラスを総合進学クラスとしている。また、平成24年度より創立30周年を記念して17年ぶりに制服を一新し、全HR教室に空調設備を設置した。
平成28年度より、第1学年において、約32人の少人数学級を展開している。(総合進学クラスのみ約40人)。
同じ校舎内に埼玉県立川越特別支援学校川越たかしな分校が設置されているが、校舎の一部を共有しており授業などは別に行っている。その一方で体育祭や文化祭などの行事は共に行っている。

## 学科
- 全日制課程　普通科

## 沿革
- 1983年（昭和58年）- 埼玉県立川越初雁高等学校創立
- 1984年（昭和59年）- 特別教室棟・重層構造体育館・生徒ホール・部室棟竣工
- 1985年（昭和60年）11月19日- 創立3周年記念式典挙行　校歌「飛翔青春の歌」を発表
- 1986年（昭和61年）3月10日 - 第1回卒業生卒業記念品として中庭を造園し寄贈
- 1987年（昭和62年）1月20日 - 弓道場完成
- 1992年（平成4年）11月25日- 創立10周年記念式典挙行　ビデオ教室完成(10周年記念事業)
- 1995年（平成7年）- 1年次入学生より制服を一新
- 2002年（平成14年）11月8日- 創立20周年記念式典挙行
- 2008年（平成20年）- 埼玉県立川越特別支援学校川越たかしな分校校地内に開校
- 2012年（平成24年）- 1年次入学生より制服を一新　大規模改修実施(普通教室棟・連絡棟)
- 2012年（平成24年）11月10日 - 創立30周年記念式典挙行
- 2015年（平成27年）- 大規模改修実施(特別教室棟)
- 2023年（令和5年）-制服一新

## 校歌
作詞：関根榮一、作曲：湯山昭で「飛翔青春の歌」と副題がある。二部合唱曲で、校歌には珍しく複合三部形式になっている。

## 部活動
- 文化部 - 文芸・吹奏楽・美術・写真・演劇・調理・茶道・華道・理科(天文)・放送局・出版局(生徒会)
- 運動部 - 野球・ソフトボール・サッカー・陸上競技・テニス(男女)・バスケットボール(男女)・バレーボール(女)・バドミントン（女）・卓球・剣道・弓道(男女)・登山

## 所在地
- 埼玉県川越市砂新田2564

### 交通
- 東武東上線新河岸駅より南西1.8km　徒歩20分
- 西武バス（本川越駅－新所沢駅間）今福山田バス停より1.5km　徒歩15分